# Homoneura shatalkini
Homoneura shatalkini är en tvåvingeart som beskrevs av Papp 1984. Homoneura shatalkini ingår i släktet Homoneura och familjen lövflugor. Inga underarter finns listade i Catalogue of Life.